# Chirchiq (Fluss)
Der Chirchiq (russisch Чирчи́к Tschirtschik) ist ein rechter Nebenfluss des Syrdarja in der usbekischen Viloyat Taschkent.
Der Chirchiq bildet den Abfluss des Chorvoq-Stausees, welcher von den Flüssen Tschatkal, Koʻksuv und Piskom gespeist wird. Der Ugom fließt ihm unterhalb der Talsperre von rechts zu. Im Oberlauf durchfließt der Chirchiq über eine Strecke von 30 km eine Schlucht. Der Chirchiq verläuft in südwestlicher Richtung und passiert dabei die Stadt Gazalkent. Bei der gleichnamigen Stadt Chirchiq wird ein Teil des Wassers über den Karasu zum östlich verlaufenden Fluss Angren abgeleitet. Der Chirchiq streift die Millionenstadt Taschkent an deren östlichem Stadtrand und trifft nach 155 km auf den Syrdarja. Das Einzugsgebiet des Chirchiq umfasst 14.900 km².